# 1962-es labdarúgó-világbajnokság-selejtező (UEFA – 1. csoport)
Az 1962-es labdarúgó-világbajnokság európai 1. selejtezőcsoportjának mérkőzéseit, és a csoport végeredményét tartalmazó lapja. A csoportban körmérkőzéses, oda-visszavágós rendszerben játszottak egymással a labdarúgó-válogatottak. A selejtezőket 1960. október 19. és 1961. október 29. között rendezték. A csoport győztese automatikus résztvevője lett az 1962-es labdarúgó-világbajnokságnak.
A csoportban Belgium, Svájc és Svédország szerepelt. Svédország és Svájc azonos pontszámmal és gólaránnyal zárta a selejtezőket és semleges helyszínen egy mindent eldöntő harmadik mérkőzésre került sor kettejük között.
Svájc jutott ki az 1962-es világbajnokságra.

## Tabella
| Hely. | Csapat     | M | Gy | D | V | G+ | G– | Gk | P | Továbbjutás  |  | Svédország | Svájc | Belgium |
| ----- | ---------- | - | -- | - | - | -- | -- | -- | - | ------------ |  | ---------- | ----- | ------- |
| 1.    | Svédország | 4 | 3  | 0 | 1 | 10 | 3  | +7 | 6 | Pótselejtező |  | —          | 4–0   | 4–0     |
| 2.    | Svájc      | 4 | 3  | 0 | 1 | 9  | 9  | 0  | 6 | Pótselejtező |  | 3–2        | —     | 2–1     |
| 3.    | Belgium    | 4 | 0  | 0 | 4 | 3  | 10 | −7 | 0 |              |  | 0–2        | 2–4   | —       |

## Mérkőzések
| 1960. október 19. |

| Svédország              | 2–0         | Belgium |
| ----------------------- | ----------- | ------- |
| Börjesson 52' Brodd 73' | Jegyzőkönyv |         |

| Råsunda Stadion, Stockholm Nézőszám: 19 513 Játékvezető: Thomas Wharton (skót) |

| 1960. november 20. |

| Belgium                    | 2–4         | Svájc                             |
| -------------------------- | ----------- | --------------------------------- |
| Paeschen 25' Van Himst 82' | Jegyzőkönyv | Antenen 22' 48' 79' Schneiter 41' |

| Heysel Stadion, Brüsszel Nézőszám: 25 000 Játékvezető: Friedrich Seipelt (osztrák) |

| 1961. május 20. |

| Svájc           | 2–1         | Belgium      |
| --------------- | ----------- | ------------ |
| Ballaman 8' 16' | Jegyzőkönyv | Claessen 82' |

| Stade Olympique de la Pontaise, Lausanne Nézőszám: 38 000 Játékvezető: Dorogi Andor (magyar) |

| 1961. május 28. |

| Svédország                                 | 4–0         | Svájc |
| ------------------------------------------ | ----------- | ----- |
| Jonsson 8' Börjesson 15' 75' Simonsson 70' | Jegyzőkönyv |       |

| Råsunda Stadion, Stockholm Nézőszám: 17 400 Játékvezető: Scares (portugál) |

| 1961. október 4. |

| Belgium | 0–2         | Svédország    |
| ------- | ----------- | ------------- |
|         | Jegyzőkönyv | Brodd 70' 78' |

| Heysel Stadion, Brüsszel Nézőszám: 75 000 Játékvezető: Francisco Guerra (portugál) |

| 1961. október 29. |

| Svájc                                | 3–2         | Svédország             |
| ------------------------------------ | ----------- | ---------------------- |
| Antenen 8' Wüthrich 68' Eschmann 81' | Jegyzőkönyv | Simonsson 2' Brodd 79' |

| Wankdorfstadion, Bern Nézőszám: 55 000 Játékvezető: Kenneth Aston (angol) |

Svédország és Svájc azonos pontszámmal és gólaránnyal zárta a selejtezőket és semleges helyszínen egy mindent eldöntő harmadik mérkőzésre került sor kettejük között.
| 1961. november 12. |

| Svájc                     | 2–1         | Svédország |
| ------------------------- | ----------- | ---------- |
| Schneiter 65' Antenen 76' | Jegyzőkönyv | Brodd 20'  |

| Olimpiai Stadion, Nyugat-Berlin Nézőszám: 50 000 Játékvezető: Albert Dusch (nyugatnémet) |

## Csapat eredmények

### Svédország
Szövetségi kapitány:  Eric Person
| Poszt | Név              | Születési idő      | Mérkőzésszám | Gól | Játékidő percben | Sub off | Sub on | BEL | Svájc | BEL | Svájc | Svájc | Klub           |
| ----- | ---------------- | ------------------ | ------------ | --- | ---------------- | ------- | ------ | --- | ----- | --- | ----- | ----- | -------------- |
| FW    | Lennart Backman  | 1934. február 7.   | 5            | 450 | 0                | 0       | 0      | 90  | 90    | 90  | 90    | 90    | AIK Fotboll    |
| DF    | Orvar Bergmark   | 1930. november 16. | 5            | 0   | 450              | 0       | 0      | 90  | 90    | 90  | 90    | 90    | Örebro SK      |
| FW    | Bengt Berndtsson | 1933. január 26.   | 1            | 0   | 90               | 0       | 0      | -   | 90    | -   | -     | -     | IFK Göteborg   |
| FW    | Rune Börjesson   | 1937. április 24.  | 4            | 3   | 360              | 0       | 0      | 90  | 90    |     |       |       | Örgryte IS     |
| FW    | Rune Börjesson   | 1937. április 24.  | 4            | 3   | 360              | 0       | 0      |     |       | 90  | 90    | -     | Juventus FC    |
| FW    | Yngve Brodd      | 1930. június 9.    | 4            | 5   | 360              | 0       | 0      | 90  | -     | 90  | 90    | 90    | Toulouse FC    |
| MF    | Bengt Gustavsson | 1928. január 13.   | 3            | 0   | 270              | 0       | 0      | -   | -     | 90  | 90    | 90    | Åtvidabergs FF |
|       | Olle Hellström   |                    | 2            | 0   | 180              | 0       | 0      | 90  | 90    | -   | -     | -     | Djurgårdens IF |
| DF    | Åke Johansson    | 1928. március 19.  | 2            | 0   | 180              | 0       | 0      | 90  | 90    | -   | -     | -     | IFK Norrköping |
| MF    | Torbjörn Jonsson | 1936. május 6.     | 3            | 1   | 270              | 0       | 0      | 90  | 90    | -   |       |       | IFK Norrköping |
| MF    | Torbjörn Jonsson | 1936. május 6.     | 3            | 1   | 270              | 0       | 0      |     |       |     | 90    | -     | Real Betis     |
| MF    | Hans Mild        | 1934. július 31.   | 2            | 0   | 180              | 0       | 0      | 90  | -     | -   | -     | 90    | Djurgårdens IF |
| GK    | Bengt Nyholm     | 1930. január 30.   | 5            | 0   | 450              | 0       | 0      | 90  | 90    | 90  | 90    | 90    | IFK Norrköping |
| DF    | Prawitz Öberg    | 1930. november 16. | 3            | 0   | 270              | 0       | 0      | -   | -     | 90  | 90    | 90    | Malmö FF       |
| FW    | Gösta Sandberg   | 1932. augusztus 6. | 5            | 0   | 450              | 0       | 0      | 90  | 90    | 90  | 90    | 90    | Djurgårdens IF |
| FW    | Agne Simonsson   | 1935. október 19.  | 5            | 2   | 450              | 0       | 0      | 90  | 90    |     |       |       | Real Madrid    |
| FW    | Agne Simonsson   | 1935. október 19.  | 5            | 2   | 450              | 0       | 0      |     |       | 90  | 90    | 90    | Real Sociedad  |
| MF    | Ingvar Svahn     | 1938. május 22.    | 2            | 0   | 180              | 0       | 0      | -   | -     | 90  | -     | 90    | Malmö FF       |
| DF    | Lennart Wing     | 1935               | 4            | 0   | 360              | 0       | 0      | -   | 90    | 90  | 90    | 90    | Örgryte IS     |

### Svájc
Szövetségi kapitány:  Karl Rappan
| Poszt | Név              | Születési idő        | Mérkőzésszám | Gól | Játékidő percben | Sub off | Sub on | BEL | BEL | SWE | SWE | SWE | Klub                    |
| ----- | ---------------- | -------------------- | ------------ | --- | ---------------- | ------- | ------ | --- | --- | --- | --- | --- | ----------------------- |
| FW    | Anton Allemann   | 1936. január 6.      | 5            | 0   | 450              | 0       | 0      | 90  | 90  | 90  |     |     | BSC Young Boys          |
| FW    | Anton Allemann   | 1936. január 6.      | 5            | 0   | 450              | 0       | 0      |     |     |     | 90  | 90  | A.C. Mantova            |
| FW    | Charles Antenen  | 1929. november 3.    | 5            | 0   | 450              | 0       | 0      | 90  | 90  | 90  | 90  | 90  | FC La Chaux-de-Fonds    |
| FW    | Robert Ballaman  | 1926. június 21.     | 3            | 2   | 270              | 0       | 0      | 90  | 90  | 90  | -   | -   | Grasshopper-Club Zürich |
| MF    | Heinz Bigler     | 1925. december 21.   | 2            | 0   | 180              | 0       | 0      | -   | 90  | 90  | -   | -   | BSC Young Boys          |
| GK    | Karl Elsener     | 1934. augusztus 13.  | 4            | 0   | 360              | 0       | 0      | 90  | -   | 90  | 90  | 90  | Grasshopper-Club Zürich |
| FW    | Norbert Eschmann | 1933. szeptember 19. | 2            | 1   | 180              | 0       | 0      | -   | -   | -   | 90  | 90  | Stade Français          |
| DF    | André Grobéty    | 1933. június 22.     | 5            | 0   | 450              | 0       | 0      | 90  | 90  | 90  | 90  | 90  | Servette FC             |
| FW    | Josef Hügi       | 1930. január 23.     | 3            | 0   | 270              | 0       | 0      | 90  | 90  | 90  | -   | -   | FC Basel                |
| DF    | Willy Kernen     | 1929. augusztus 6.   | 1            | 0   | 90               | 0       | 0      | 90  | -   | -   | -   | -   | FC La Chaux-de-Fonds    |
| DF    | Eugen Meier      | 1930. április 30.    | 4            | 0   | 360              | 0       | 0      | -   | 90  | 90  | 90  | 90  | BSC Young Boys          |
| DF    | Fritz Morf       | 1928. január 29.     | 2            | 0   | 180              | 0       | 0      | -   | -   | -   | 90  | 90  | FC Grenchen             |
| FW    | Philippe Pottier | 1938. július 9.      | 2            | 0   | 180              | 0       | 0      | -   | -   | -   | 90  | 90  | Stade Français          |
| GK    | René Schneider   | 1936. november 30.   | 1            | 0   | 90               | 0       | 0      | -   | 90  | -   | -   | -   | Servette FC             |
| DF    | Heinz Schneiter  | 1935. április 12.    | 5            | 2   | 450              | 0       | 0      | 90  | 90  | 90  | 90  | 90  | BSC Young Boys          |
| DF    | Ely Tachella     | 1936. május 25.      | 4            | 0   | 360              | 0       | 0      | -   | 90  | 90  | 90  | 90  | Lausanne Sports         |
| MF    | Roger Vonlanthen | 1930. december 5.    | 1            | 0   | 90               | 0       | 0      | 90  | -   | -   | -   | -   | Lausanne Sports         |
| MF    | Hans Weber       | 1934. szeptember 8.  | 1            | 0   | 90               | 0       | 0      | 90  | -   | -   | -   | -   |                         |
| FW    | Rolf Wüthrich    | 1938. szeptember 4.  | 5            | 1   | 450              | 0       | 0      | 90  | 90  | 90  |     |     | FC Zürich               |
| FW    | Rolf Wüthrich    | 1938. szeptember 4.  | 5            | 1   | 450              | 0       | 0      |     |     |     | 90  | 90  | Servette FC             |

### Belgium
Szövetségi kapitány:  Constant Vanden Stock
| Poszt | Név               | Születési idő        | Mérkőzésszám | Gól | Játékidő percben | Sub off | Sub on | SWE | Svájc | Svájc | SWE | Club               |
| ----- | ----------------- | -------------------- | ------------ | --- | ---------------- | ------- | ------ | --- | ----- | ----- | --- | ------------------ |
| DF    | Yves Baré         | 1938. október 28.    | 1            | 0   | 90               | 0       | 0      | -   | -     | -     | 90  | RFC Liégeois       |
| FW    | Roger Claessen    | 1941. szeptember 27. | 2            | 1   | 180              | 0       | 0      | -   | -     | 90    | 90  | Standard Liège     |
| GK    | Willy Coremans    | 1938. május 6.       | 0            | 0   | 0                | 0       | 0      | B   | -     | -     | -   | Royal Antwerp FC   |
| FW    | Claude Croté      | 1938. április 14.    | 1            | 0   | 90               | 0       | 0      | -   | -     | -     | 90  | RFC Liégeois       |
| GK    | Guy Delhasse      | 1933. február 19.    | 2            | 0   | 180              | 0       | 0      | -   | B     | 90    | 90  | RFC Liégeois       |
| FW    | Gaston De Wael    | 1934. december 31.   | 0            | 0   | 0                | 0       | 0      | -   | B     | -     | -   | RSC Anderlecht     |
| FW    | Fernand Goyvaerts | 1938. október 24.    | 1            | 0   | 90               | 0       | 0      | -   | -     | 90    | -   | Club Brugge        |
| DF    | Pierre Hanon      | 1936. december 29.   | 4            | 0   | 360              | 0       | 0      | 90  | 90    | 90    | 90  | RSC Anderlecht     |
| FW    | Denis Houf        | 1932. február 16.    | 1            | 0   | 90               | 0       | 0      | -   | -     | 90    | -   | Standard Liège     |
| MF    | Jef Jurion        | 1937. február 24.    | 3            | 0   | 270              | 0       | 0      | 90  | 90    | B     | 90  | RSC Anderlecht     |
| DF    | Emile Lejeune     | 1938. február 17.    | 2            | 0   | 180              | 0       | 0      | -   | 90    | 90    | B   | RFC Liégeois       |
| FW    | Jean-Marie Letawe | 1936. november 30.   | 0            | 0   | 0                | 0       | 0      | B   | -     | -     | -   | RFC Liégeois       |
| MF    | Martin Lippens    | 1934. október 8.     | 4            | 0   | 360              | 0       | 0      | 90  | 90    | 90    | 90  | RSC Anderlecht     |
| MF    | Karel Mallants    | 1935. november 4.    | 1            | 0   | 90               | 0       | 0      | -   | 90    | -     | -   | Standard Liège     |
|       | Mathieu Meyers    |                      | 0            | 0   | 0                | 0       | 0      | B   | B     | -     | -   | Waterschei Thor    |
| GK    | Jean Nicolay      | 1937. december 27.   | 2            | 0   | 180              | 0       | 0      | 90  | 90    | B     | B   | Standard Liège     |
| FW    | Marcel Paeschen   | 1937. április 30.    | 2            | 1   | 180              | 0       | 0      | -   | 90    | 90    | -   | Standard Liège     |
| FW    | André Piters      | 1931. január 18.     | 3            | 0   | 270              | 0       | 0      | 90  | 90    | -     | -   | Standard Liège     |
| FW    | André Piters      | 1931. január 18.     | 3            | 0   | 270              | 0       | 0      |     |       |       | 90  | OC Charleroi       |
| DF    | Guillaume Raskin  | 1937. március 16.    | 1            | 0   | 90               | 0       | 0      | -   | -     | -     | 90  | R. Beerschot AC    |
| MF    | Léon Semmeling    | 1940. január 4.      | 1            | 0   | 90               | 0       | 0      | -   | -     | 90    | -   | Standard Liège     |
| FW    | Jacques Stockman  | 1938. október 8.     | 2            | 0   | 180              | 0       | 0      | 90  | 90    | -     | -   | RSC Anderlecht     |
| DF    | Henri Thellin     | 1931. augusztus 27.  | 2            | 0   | 180              | 0       | 0      | 90  | -     | 90    | -   | Standard Liège     |
| FW    | Paul Van Himst    | 1943. október 2.     | 3            | 1   | 270              | 0       | 0      | 90  | 90    | -     | 90  | RSC Anderlecht     |
| FW    | Paul Vandenberg   | 1936. október 11.    | 1            | 0   | 90               | 0       | 0      | 90  | -     | -     | B   | Union St. Gilloise |
| DF    | Laurent Verbiest  | 1939. április 16.    | 3            | 0   | 270              | 0       | 0      | 90  | 90    | B     | 90  | RSC Anderlecht     |
| DF    | Jozef Vliers      | 1932. december 18.   | 1            | 0   | 90               | 0       | 0      | -   | -     | 90    | -   | Standard Liège     |
| DF    | Edward Wauters    | 1933. július 12.     | 0            | 0   | 0                | 0       | 0      | B   | B     | -     | B   | Royal Antwerp FC   |
| MF    | Victor Wégria     | 1936. november 4.    | 0            | 0   | 0                | 0       | 0      | -   | -     | B     | -   | RFC Liégeois       |
| MF    | Robert Willems    | 1935. május 6.       | 1            | 0   | 90               | 0       | 0      | 90  | -     | -     | -   | Lierse SK          |